# Liriomyza languida
Liriomyza languida är en tvåvingeart som beskrevs av Spencer 1977. Liriomyza languida ingår i släktet Liriomyza och familjen minerarflugor. Inga underarter finns listade i Catalogue of Life.